# Servais-Théodore Pinckaers
Servais-Théodore Pinckaers OP, né le 30 octobre 1925 à Liège en Belgique et mort le 7 avril 2008 à Fribourg en Suisse, est un théologien moraliste, prêtre catholique et membre de l’Ordre dominicain (Ordre des prêcheurs). Il a eu un impact important sur le renouveau d’une approche théologique et christologique à l’éthique chrétienne.

## Biographie
Servais-Theodore Pinckaers est né à Liège (Belgique) en 1925 et a grandi dans le village de Wonck (actuellement dans la commune de Bassenge) dans la Région wallonne de Belgique. Il est entré dans l’Ordre Dominicain en 1945. Il fit ses études au Studium dominicain de La Sarte (Huy), en Belgique, où il obtint sa licence en Théologie (1952) sous la direction de Jérôme Hamer, par un mémoire (tesina) intitulé « Le surnaturel chez Henri de Lubac ». Il poursuivit ses études de doctorat à la Pontificia Università San Tommaso d’Aquino (l’Angelicum) en suivant les cours de professeurs éminents tels que Reginald Garrigou-Lagrange, Paul Philippe et Mario Luigi Ciappi. Sa thèse, rédigée sous la direction du fr. Louis-Bertrand Gillon, était une étude théologique médiévale de l’espérance : « La vertu d’espérance de Pierre Lombard à saint Thomas » (1954).
Une fois achevées ses études, Pinckaers retourna au Studium Dominicain de La Sarte pour enseigner la théologie morale. Il y séjourna de 1954 à 1965 (il était à La Sarte quand, en 1958, un des confrères de la communauté, Dominique Pire, a reçu le Prix Nobel de la paix pour son travail avec les réfugiés européens de la guerre). Ce fut là que Pinckaers commença à renouveler notre conception de la théologie morale, présageant de plusieurs années l’appel du Concile Vatican II au renouveau. Les fruits de ce travail, publiés d’abord dans plusieurs articles dispersés, furent par la suite publiés dans son étude novatrice Le renouveau de la morale (1964 ; préfacé par Marie-Dominique Chenu). Ce fut aussi à La Sarte qu’il rédigea l’analyse textuelle et le commentaire des Questions 6 à 21 de la Prima Secundae (c’est-à-dire le Traité des Actes humains de S. Thomas d’Aquin) pour l’édition bilingue (latin et français) de la Somme Théologique dans la Revue des Jeunes (1961 et 1965). Pinckaers fait référence à cette période de La Sarte, à la fois comme étudiant et plus tard comme professeur, comme le moment où il met en œuvre les idées qu’il présentera et développera par la suite dans ses ouvrages. Ses principaux concepts sont : (1) la primauté de la Parole de Dieu, en tant que Parole vivante qui s’adresse à chaque génération et surpasse toute simple parole humaine ; (2) l’importance fondamentale des Pères de l’Église, spécialement de saint Augustin ; (3) la valeur durable de la méthode et des idées de saint Thomas.
Après la fermeture du Studium de La Sarte (Huy) en 1965, Pinckaers s’établit au couvent dominicain de Liège et s’engage dans un ministère pastoral pendant les huit années suivantes, années qui donnèrent forme aux questions pastorales exprimées dans nombre de ses ouvrages. Puis, en 1975, il est appelé à assumer la chaire de théologie morale fondamentale en langue française à l’Université de Fribourg (Suisse), où il enseigne pendant les 25 ans suivants. En tant que professeur émérite, il resta à Fribourg, résidant au couvent dominicain international de l’Albertinum jusqu’à son décès le 7 avril 2008. Il avait quatre-vingt-deux ans.

## Ouvrage
Pinckaers a œuvré pour exposer une vision complète de la théologie catholique. Il a démontré que la départementalisation académique des disciplines théologales risque de falsifier la nature de la théologie. Il a fait appel au modèle et à l’aperçu de saint Thomas d’Aquin par tirant  de ses sources biblique, patristique, magistérielle et contemporaine. Ainsi, Pinckaers a rendu compte qu’une interconnexion des perspectifs  philosophique, moral, spirituel et théologique est nécessaire pour faire justice : à l’agir chrétien et l’interaction entre la nature et la grâce ; à la loi et la prudence ; à l’interaction humaine et divine dans la quête du bonheur chrétien. Ses 26 livres et plus de 300 articles traitent l’agir chrétien à part entière, en visant une audience soit académique soit populaire.
Son ouvrage le plus connu est Les sources de la morale chrétienne (1985), qui a été traduit dans de nombreuses langues. Ses œuvres plus académiques incluent de nombreux articles (dans les revues comme Nova et Vetera et la Revue thomiste), ainsi que les livres suivants : Ce qu’on ne peut jamais faire. La question des actes intrinsèquement mauvais : Histoire et discussion (1986) ; L’Évangile et la morale (1991); La morale catholique (1991) ; et La vie selon l’Esprit : Essai de théologie spirituelle selon saint Paul et saint Thomas d’Aquin (1996). En 2001, il acheva une nouvelle analyse textuelle et un nouveau commentaire des cinq premières questions de la Prima Secundae (c’est-à-dire le traité de S. Thomas d’Aquin sur le bonheur) pour la seconde édition bilingue de la Somme Théologique pour l’édition de la Revue des Jeunes.
Parmi ses travaux populaires, on peut citer des mêmes  plus nombreux articles (dans les journaux Sources et Kerit) ainsi que les livres suivants : La faim de l’Évangile (1977), La quête du Bonheur (1979), La justice évangélique (1986), La prière chrétienne (1989), La grâce de Marie. Commentaire de l’Ave Maria (1989), Un grand chant d’amour, La Passion selon saint Matthieu (1997), et À l’école de l’admiration (2001).
Après un temps d’inactivité relative à cause de son état de santé à la suite d'une crise cardiaque. Pinckaers rédigea À la découverte de Dieu dans les Confessions (2002), le premier de deux volumes d’une étude de la pensée de saint Augustin dont le titre général est : En promenade avec saint Augustin. Le deuxième volume est à paraître. Il publia aussi Plaidoyer pour la vertu (2007), qui a reçu une mention spéciale lors de l’octroi du Grand prix catholique de littérature pour l’année 2007. Pendant la dernière année de sa vie, Pinckaers prépara plusieurs ouvrages pour la publication, parmi lesquels Passions et vertu (2009) .

## Services et honneurs
Pinckaers a siégé dans plusieurs commissions romaines, y compris la Commission de rédaction du Catéchisme de l'Église catholique et de la Commission préparatoire pour l’encyclique Veritatis splendor. De 1989 à 2005, il a été consulteur de la Congrégation pour l'éducation catholique. De 1992 à 1997, il a été membre de la Commission Théologique Internationale.
En 1990, il a été nommé Magister Sacrae Theologiae, l’honneur académique le plus élevé décerné par l’Ordre dominicain. En 2000, il a reçu un doctorat « honoris causa » en « Théologie du mariage et de la famille » de l’Université pontificale du Latran.

## Vue d’ensemble
- 1925. Est né à Liège, Belgique (le 30 octobre). A grandi dans le village de Wonck (actuellement dans la commune de Bassenge) dans la Région wallonne de Belgique
- 1945. Entre dans l’Ordre dominicain (après d’avoir étudié une année dans le séminaire diocésain).
- 1946-1952. Étudie la philosophie et la théologie au Studium dominicain de La Sarte, Huy, en Belgique.
- 1951-52. Licence en théologie sacrée (S.T.L.), sous la direction de Jérôme Hamer, son mémoire (tesina) est intitulé « Le surnaturel chez Henri de Lubac » (La Sarte: S.T.L. tesina, 1952).
- 1951 (le lundi de Pâques 26 mars). Est ordonné prêtre, au couvent dominicain de La Sarte.
- 1952-1954. Étudie pour le doctorat en théologie sacrée à l’Université Pontificale de S. Thomas d’Aquin (Angelicum) à Rome. A suivi des cours de professeurs éminents tels que Reginald Garrigou-Lagrange, Paul Philippe et Mario Luigi Ciappi.
- 1954. Achève sa thèse, rédigée sous la direction du fr. Louis-Bertrand Gillon, une étude théologique médiévale de l’espérance, intitulée « La vertu d’espérance de Pierre Lombard à saint Thomas ».
- 1954-1965. Professeur de théologie morale fondamentale au Studium dominicain, à La Sarte, Huy, Belgique.
- 1965-1972. Ministère pastoral (prédication et direction spiritual) au couvent dominicain à Liège, Belgique.
- 1966-19772. Prieur du couvent.
- 1972-1973. Professeur extraordinaire à la faculté pontificale de théologie de l’Université de Fribourg (Suisse).
- 1973-1975. Ministère pastoral au couvent dominicain à Liège.
- 1975-1997. Professeur de théologie morale fondamentale à la faculté pontificale de théologie de l'Université de Fribourg.
- 1975. Cofondateur de la revue Sources, avec Guy Bedouelle, OP, Georges Cardinal Cottier, OP, Raphaël Oechslin,OP[2].
- 1983-1990 et 1996-1999. Prieur de l’Albertinum à Fribourg (Suisse).
- 1989-1991. Doyen de la faculté de théologie de l'Université de Fribourg.
- 1989-2005. Consulteur à la Congrégation pour l'éducation catholique (nommé par le pape Jean Paul II, juin 1989).
  - Membre de la commission de rédaction du Catéchisme de l'Église catholique (1992), contribué à la section morale.
  - Membre de la commission préparatoire pour l’Encyclique Veritatis Splendor (1993).
- 1990. Est nommé Magister de Sacra Theologia (l’honneur académique le plus élevé décerné par l’Ordre dominicain).
- 1990. Festschrift pour son soixante-cinquième anniversaire, Novitas et Veritas Vitae : Aux sources du renouveau de la morale chrétienne [4].
- 1990-1991. Direction de recherches de la thèse de doctorat d'herméneutique sacrée "Le rapport religieux et politique judeo-chaldéen dans le récit historique et les finalités prophétiques vétéro-testamentaires" (Wladimir Di Giorgio, non publiée /imprimatur vaticana interne no 30596).
- 1992-1997. Membre de la Commission Théologique Internationale, Vatican.
- 1996. Leçon d’adieu à l'Université de Fribourg (20 juin).
  - Comme Professeur émérite, il a continué à enseigner à l’Université de Fribourg jusqu’à ce que son successeur (Jean-Louis Bruguès, OP  (ensuite évêque d'Angers, puis archevêque et secrétaire de la Congrégation pour l'éducation catholique, puis archiviste et bibliothécaire du Vatican), ait pris la chaire en automne 1997.
  - 2000. Doctorat « honoris causa » en « Théologie du mariage et de la famille » de l’Université pontificale du Latran (en présence du Cardinal Camillo Ruini, Grand Chancelier de l’Université et le Cardinal Angelo Sodano, Secrétaire d’État du Vatican).
- 2005. Colloque pour le 80e anniversaire du P. Pinckaers[5], suivi d'un Festschrift : Renouveler toutes choses en Christ. Vers un renouveau thomiste de la théologie morale. Hommage à Servais Pinckaers, OP[6].

### Livres
- Notes et appendices de : S. Thomas d’Aquin, Les actes humains (Somme théologique, Ia–IIae, qq. 6-17), vol. I. Éditions de La Revue des jeunes, Paris, Cerf, 1961.
- Le renouveau de la morale. Etudes pour une morale fidèle à ses sources et à sa mission présente, Préface par M. D. Chenu, Tournai, Casterman, 1964.
  - Traduction italienne : Il rinnovamento della morale. Studi per una morale fedele alle sue fonti e alla sua missione attuale, Turin, Borla, 1968.
  - Traduction espagnole : La renovación de la moral. Estudios para une moral fiel a sus fuentes y a su cometido actuel, Estella, Verbo Divino, 1971.
- Traduction et commentaires de: S. Thomas d’Aquin, Les actes humains (Ia–IIae, qq. 18-21), vol. II. Éditions de La Revue des jeunes, Paris, Cerf, 1965.
- La faim de l’Evangile, Paris, Téqui, 1977.
  - Traduction italienne : La via della felicità. Alla riscoperta del Discorso della montagna (trad. Agostino Donà), Milan, Edizioni Ares, 1997, section II.
- La quête du bonheur, Paris, Téqui, 1979.
  - Traduction italienne : La via della felicità. Alla riscoperta del Discorso della montagna (trad. Agostino Donà), Milan, Edizioni Ares, 1997, section I.
  - Traduction anglaise : The Pursuit of Happiness—God’s Way: Living the Beatitudes, New York, Alba House, 1998.
  - Traduction polonaise : Szczęście Odnalezione (trad. Piotr Siejkowski), Poznan, « W drodze », 1998.
- La Morale: somma di doveri? legge d’amore? (trad. P. Cozzupoli), Roma, Edizioni « La Guglia », 1982.
- Les sources de la morale chrétienne. Sa méthode, son contenu, son histoire, Fribourg, Éditions Universitaires, 1985/19933.
  - Traduction italienne : Le fonti della morale cristiana. Metodo, contenuto, storia (trad. Maria Cristina Casezza), Milan, Edizioni Ares, 1985.
  - Traduction espagnole : Las fuentes de la moral cristiana (trad. Juan José Garcia Norro), Pamplona, UNSA, 1988/2002.
  - Traduction polonaise : Źrόdła moralności chrześcijańskiej (préface par Wojciech Giertych ; trad. Agnieska Kuryś), Posnan, « W drodze », 1994.
  - Traduction anglaise : The Sources of Christian Ethics, (trad. M. T. Noble), Washington, D.C., The Catholic University of America Press, 1995.
  - Traduction hollandaise : De bronnen van de christelijke moraal: Methode, inhoud, geschiedenis, (trad. L. J. Elders), 's-Hertogenbosch, Uigeverij Betsaida, 2013.
- La justice évangélique, Paris, Téqui, 1986.
- Ce qu’on ne peut jamais faire. La question des actes intrinsèquement mauvais. Histoire et discussion, Fribourg, Éditions Universitaires, 1986.
  - Traduction anglaise de ch. II : « A Historical Perspective on Intrinsically Evil Acts [1982] », ch. 11, dans : The Pinckaers Reader, p. 185-235.)
- La prière chrétienne, Fribourg, Éditions Universitaires, 1989.
- La grâce de Marie. Commentaire de l’Ave Maria, Paris, Médiaspaul, 1989.
- L’Evangile et la morale, Fribourg, Éditions Universitaires, 1989.
  - Traduction italienne : La Parola e la coscienza, Torin, Società editrice internazionale, 1991.
  - Traduction espagnole : El Evangelio y la Moral, Barcelone, Eiunsa, 1992.
- La morale catholique, Paris, Cerf, 1991.
  - Traduction italienne : La morale cattolica (trad. Maria Pia Ghielmi), Torino, Edizioni paoline, 1993.
  - Traduction anglaise : Morality: The Catholic View (préface par Alasdair MacIntyre ; trad. Michael Sherwin), South Bend, Ind., St. Augustine’s Press, 2001/20032.
  - Traduction espagnole : La moral católica (trad. Mercedes Villar), Madrid, Ediciones Rialp, 2001.
  - Traduction allemande : Christus und das Glück. Grundriss der christlichen Ethik (préface par Alasdair MacIntyre, trad. Tobias Hoffmann), Göttingen, Vandenhoeck & Ruprecht, 2004.
  - Traduction hongroise : Katolikus erkölcstan (trad. Odrobina László), Budapest, JEL könyvkiadó, 2010.
- Pour une lecture de Veritatis splendor, Paris, Cahiers de l’Ecole Cathédrale, Mame, 1995.
  - Traduction espagnole : Para leer la Veritatis Splendor¸ Madrid, Rialp, 1996.
  - Traduction anglaise : « An Encyclical for the Future: Veritatis splendor », dans : Veritatis Splendor and the Renewal of Moral Theology (J. A. DiNoia and Romanus Cessario, éd.), Chicago: Scepter, 1999.)
- La vie selon l’Esprit. Essai de théologie spirituelle selon saint Paul et saint Thomas d’Aquin, Luxembourg, Saint-Paul, 1996.
  - Traduction italienne : La Vita spirituale del cristiano. Secondo san Paolo e san Tommaso d’Aquino, Milan, Jaca Book, 1995.
  - Traduction allemande : Das geistliche Leben des Christen, Theologie und Spiritualität nach Paulus und Thomas von Aquin, (trad. Hans-Werner Eichelberger), Paderborn, Bonifatius Druckerei, 1999.
  - Traduction croate : O Duhovnom Životu. Pavlov i Tomin Nauk, (trad. Tin Šipoš), Zagreb, Kršćanska Sadašnjost, 2000.
- Un grand chant d’amour. La Passion selon saint Matthieu, Saint-Maur, Parole et Silence, 1997.
- Au Cœur de l’évangile, le « Notre Père », Saint-Maur, Parole et Silence, 1999.
- La Spiritualité du martyre, Versailles, Éditions Saint-Paul, 2000.
  - Traduction anglaise : The Spirituality of Martyrdom (trads. Pattick M. Clark et Annie Hounsokou), Washington D.C.: The Catholic University of America Press, 2016.
- A l’école de l’admiration, Versailles, Éditions Saint-Paul, 2001.
- Traduction et commentaire de : S. Thomas d’Aquin, La béatitude (Somme théologique, Ia–IIae, qq. 1–5), Éditions de La Revue des jeunes, Paris, Cerf, 2001.
- En Promenade avec saint Augustin. A la découverte de Dieu dans les Confessions, Paris, Parole et Silence, 2002.
- The Pinckaers Reader: Renewing Thomistic Moral Theology (J. Berkman et C. S. Titus, éd.), Washington, D.C., The Catholic University of America Press, 2005.
- Plaidoyer pour la vertu, Paris, Parole et Silence, 2007.
  - Traduction hongroise : Az erények védelmében, dans Séta az erények kertjében - Az erények védelmében - Erények és szenvedélyek, Budapest, Kairosz Kiadó, 2015, pp. 9-280.
- Passions et vertu, Paris, Parole et Silence, 2009.
  - Traduction anglaise : Passions and Virtue, (trad. Benedict M. Guevin OSB), Washington D.C., The Catholic University of America Press, 2015.
  - Traduction hongroise : Erények és szenvedélyek, dans Séta az erények kertjében - Az erények védelmében - Erények és szenvedélyek, Budapest, Kairosz Kiadó, 2015, pp. 281-384.
- En Promenade avec saint Augustin. De Trinitate. Volume 2. Parole et Silence, à paraître.
- L'attrait de la parole: sur les chemins de la morale chrétienne. Parole et Silence, à paraître.

### Articles (sélection depuis 1990)
- « Les passions et la morale », RSPT 1990, p. 379–91.
  - (trad. : « Reappropriating Aquinas’ Account of the Passions [1990] », ch. 13, dans : The Pinckaers Reader, p. 273-87.)
- « La méthode théologique et la morale contemporaine », Seminarium 29:2, 1991, p. 313–27.
- « La vive flamme d’amour chez S.Jean de la Croix et S. Thomas d’Aquin », Carmel 63:4, 1991, p. 3–21.
- « L’instinct et l’Esprit au cœur de l’éthique chrétienne », dans : Novitas et Veritas vitae. Aux sources du renouveau de la morale chrétienne (C. J. Pinto de Oliveira, éd.), Fribourg, 1991, p. 213-23.
  - (trad. : « Morality and the Movement of the Holy Spirit : Aquinas’s Doctrine of Instinctus [1991] », ch. 20, dans : The Pinckaers Reader, p. 385-95.)
- « Nature-surnature chez Saint Thomas d’Aquin », dans : Ethique et natures (E. Fuchs et M. Hunyadi, éd.), Geneva, Fides et labor, 1992, p. 19-28.
  - (trad. : « Aquinas on Nature and the Supernatural [1992] », ch. 18, dans : The Pinckaers Reader, p. 359-68.
- « La voie spirituelle du bonheur », dans : Ordo sapientiae et amoris (C. J. Pinto de Oliveira, éd.), 1993.
  - (trad. : « Aquinas’s Pursuit of Beatitude: From the Commentary on the Sentences to the Summa Theologiae », ch. 6, dans : The Pinckaers Reader, 2005, p. 93-114.
- « L’enseignement de la théologie morale et saint Thomas », dans : Saint Thomas au XXe siècle. Actes du colloque du centenaire de la Revue thomiste, Paris, Saint-Paul, 1993.
- « La conscience et l’erreur », Communio 18, July 1993, p. 23–35.
- « L’Enseignement de la théologie morale à Fribourg », Revue Thomiste, 93, 1993, p. 430–42.
  - (trad. : « Dominican Moral Theology in the 20th Century [1993] », ch. 5, dans : The Pinckaers Reader, p. 73-89.)
- « Redécouvrir la vertu », Sapientia 51, 1996, p. 151–63.
  - (trad. : « The Role of Virtue in Moral Theology [1996] », ch. 14, dans : The Pinckaers Reader, p. 288-303.)
- « Les anges, garants de l’expérience spirituelle selon saint Thomas », Rivista teologica di Lugano 1, 1996, p. 179–91.
- « Linee per un rinnovamento evangelico della morale », Annales theologici 10, 1996, p. 3–68.
- « La Parole de Dieu et la morale », Le Supplément de la vie spirituelle 200, March 1997, p. 21–38.
- « Thérèse de l’Enfant Jésus, Docteur de l’Église », Revue Thomiste 97, July 1997, p. 512–24.
  - (trad. : « Thérèse of the Child Jesus, Doctor of the Church », Josephinum Journal of Theology 5 [Winter–Spring 1998]: 26–40.)
- « Morale humaine et morale chrétienne », Cahiers Saint-Dominique 250, December 1997, p. 15–24.
- « La Loi nouvelle, sommet de la morale chrétienne, selon l’encyclique ‘Veritatis splendor’ », dans : Gesu Cristo, Legge vivente e personale della Santa Chiesa. Atti del IX Colloquio Internazionale di Teologia di Lugano, Lugano, 1996.
  - (trad. : « The New Law in ‘Veritatis splendor’ », Josephinum Journal of Theology 3 [1996].)
- « Conscience and the Virtue of Prudence », dans : Crisis of Conscience (John Haas, éd.), New York, 1996.
  - (trad. : « Conscience and the Virtue of Prudence [1996] », ch. 17, dans : The Pinckaers Reader, p. 342-55.)
- « La défense par Capreolus de la doctrine de S. Thomas sur les vertus », dans : Jean Capreolus et son temps, Paris: Cerf, 1997.
  - (trad. : « Capreolus’ Défense of Aquinas: À Medieval Debate about the Virtues and Gifts [1997] », ch. 15, dans : The Pinckaers Reader, p. 304-320.)
- « Entretien avec le Père Servais Pinckaers », Montmarte June–July 1998, p. 21–24.
- « The Desire for Happiness as a Way to God », Maynooth University Record, 1998. p. 33-48.
  - (trad. : « Beatitude and the Beatitudes in Aquinas’s Summa Theologiae [1998] », ch. 7, dans : The Pinckaers Reader, p. 115-29.)
- « Le retour de la Loi nouvelle en morale », dans : Praedicando et docendo: Mélanges offerts au Père Liam Walsh (B. Hallensleben et G. Vergauwen, éd.), Fribourg, Éditions Universitaires, 1998, 281–93.
  - (trad. : « The Return of the New Law to Moral Theology [1998] », The Irish Theological Quarterly, 64, 1999, p. 3–15, and ch. 18, dans : The Pinckaers Reader, p. 369-84.)
- « Le désir de bonheur et Dieu », dans : Dieu, la bonne nouvelle (Commission Théologique Internationale, éd.) Paris, Les éditions du cerf, 1999, p. 21-28.
- « L’expérience de Dieu dans la vie chrétienne », dans : Dieu, la bonne nouvelle (Commission Théologique Internationale, éd.) Paris, Les éditions du cerf, 1999, p. 107-21.
- « The Place of Philosophy in Moral Theology », L’Osservatore Romano, June 16, 1999, 14–15.
  - (versions plus développée). : « The Place of Philosophy in Moral Theology », dans : Faith and Reason (Timothy L. Smith, éd.) South Bend, Ind., St. Augustine Press, 2001, p. 10–20 ; et ch. 4, dans : The Pinckaers Reader, p. 64-72.)
- « My Sources », Communio 26, 1999, p. 913-15.
- « La morale et l’Église Corps du Christ », Revue Thomiste, 100, 2000, p. 239–58.
  - (trad. : « The Body of Christ. The Eucharistic and Ecclesial Context of Aquinas’s Ethics [2000] », ch. 2, dans : The Pinckaers Reader, p. 26-45.)
- « The Sources of the Ethics of St. Thomas Aquinas », dans : The Ethics of St. Thomas Aquinas (Stephen J. Pope, éd.), Washington, D.C.: Georgetown University Press, 2002, p. 17-29.

## Hommages
- "Hommage au Père Servais-Théodore Pinckaers, OP: The Significance of His Work." Par Romanus Cessario, o.p. Nova et Vetera (English Edition) 5 (2007) : 1-16.
- "Eulogie pour le P. Servais Pinckaers, o.p." Par Michael S. Sherwin, o.p. Nova et Vetera 84 (2009) : 133-136.
- "Fribourg: Décès du dominicain Servais Pinckaers, ancien doyen de la Faculté de théologie," APIC-International Catholic Press Service.
- "In memoriam : Père Théodore-Servais Pinckaers O.P.," Université de Fribourg.
- "Introduction to the Pinckaers Reader" (2005) par John Berkman, dans : The Pinckaers Reader, Washington, DC. : The Catholic University of America press, xi-xxiii.
- The Thomist, volume spécial, « The Work of Fr. Servais Pinckaers » 73 (2009).
- Nova et Vetera (English Édition), articles d’hommage à l’ouvrage du P. Servais Pinckaers (2009, à paraître).
- Carlo Leget, "Aquinas, a Revolutionary in Morality?" Newspage (2000), Thomas Instituut te Utrecht